# Perperikon
Perperikon (cunoscut și ca Perpericon; în bulgară Перперикон; în greacă Περπερικόν) este un oraș antic al tracilor situat în partea răsăriteană a Munților Rodopi, la 15 km nord-est de orașul Kărdjali din Bulgaria, pe un deal stâncos cu o înălțime de 470 m și despre care se crede că avea statut de loc sacru. Satul Gorna Krepost („Fortăreața Superioară”) este situat la baza colinei, în apropierea lui curgând râul aurifer Perpereșka. Perperikon este cel mai mare ansamblu de megaliți de pe teritoriul balcanic.
Se crede că faimosul Templu al lui Dyonisios s-ar fi aflat în acest oraș. Un centru destinat turismului este curent în construcție, cei 2,4 milioane de Euro necesari fiind furnizați de către Uniunea Europeană.

## Istorie
Arheologul bulgar Nikolay Ovcharov a demarat procesul de excavare al orașului în anul 2000, descoperind astfel structuri antice arhitecturale. 
S-a apreciat că prezența oamenilor în acest areal datează din mileniul al V-lea î. Hr. Primele dovezi ce puteau dovedi existența unei civilizații pe această colină datează din Epoca Bronzului, însă obiectele de ceramică descoperite datează încă din Epoca Fierului Timpurie, precum și altarul circular impresionant, cu un diametru de aproximativ 2 metri, ce este tăiat în stâncă. În acest oraș, după o călătorie pe mare ce a durat 12 zile, Medokos se proclama rege al Traciei după moartea lui Sitalces din anul 424 î. Hr., nereușind însă să rămână la tron.

## Etimologie
Numele Perperikon (inițial Hyperperakion, fiind mai apoi prescurtat de către scribi Perperakion sau Perperikon) datează din Evul Mediu. Potrivit interpretării lui Nikolay Ovcharov, numele orașului este asociat cu moneda de aur perpera ce se foloseau ca unitate monetară în timpul Imperiului Bizantin, cât și cu exploatările de aur din regiune.
Tracologii bulgari refuză categoric recunoașterea numelui de Perperakion al sitului arheologic, ei susținând că acest nume este unul apărut mult mai târziu, cel mai probabil după cucerirea regiunii de către romani. Profesorul Alexander Fol, istoric și tracolog bulgar, afirma într-o conferință susținută la Observatorul Astronomic „Yuri Gagarin” pe data de 11 februarie 2004, că dublul „per” din alcătuirea numelui „subliniază ideea de vârf de stâncă și sanctuar”. De asemenea, el a mai spus că „per” și „ber” au origine indo-europeană, „phera” însemnând ospăț, iar în limba ebraică „stâncă”. 
Homer amintea în lucrările sale de numele tracic masculin Perperek. Profesorul Fol a susținut în prelegerile sale că unul dintre cele mai folosite nume de pe întregul teritoriu al Traciei era Perke, ceea ce înseamnă „piatră”, și se mai păstrează în anumite nume precum Perperek, Persenk, Perrin sau Perrister. 
Perperek Knoll de pe insula Livingston din grupul de insule Shetland de Sud, Antarctica este numit după orașul antic bulgar.

## Galerie

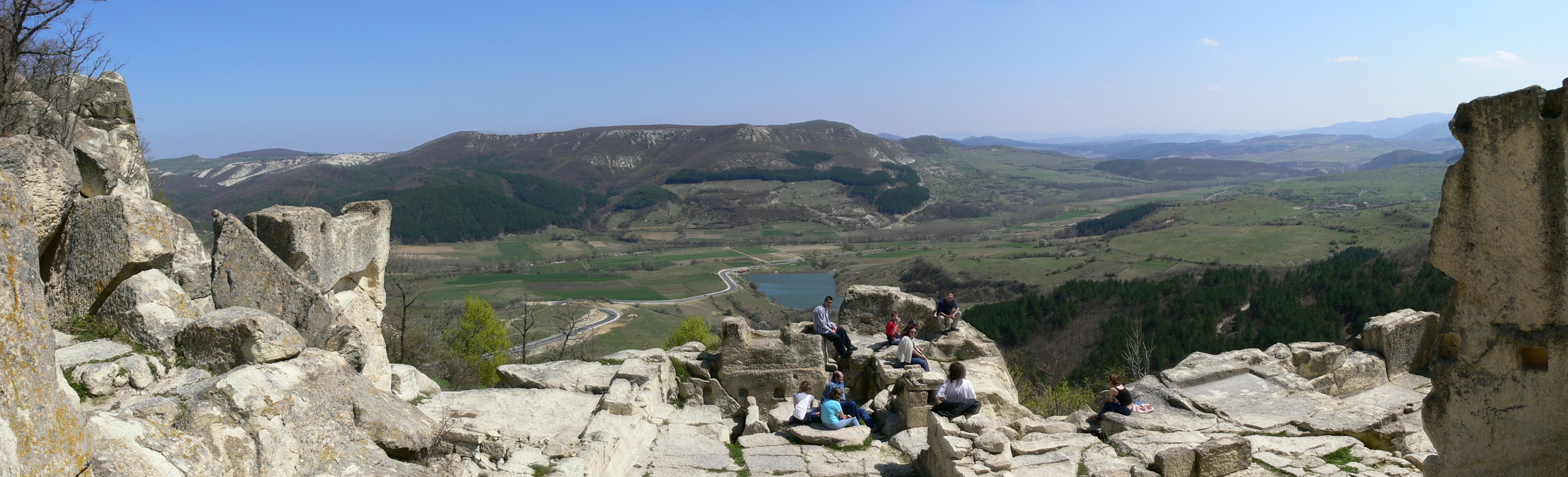
Panoramă a ruinelor orașului antic Perperikon

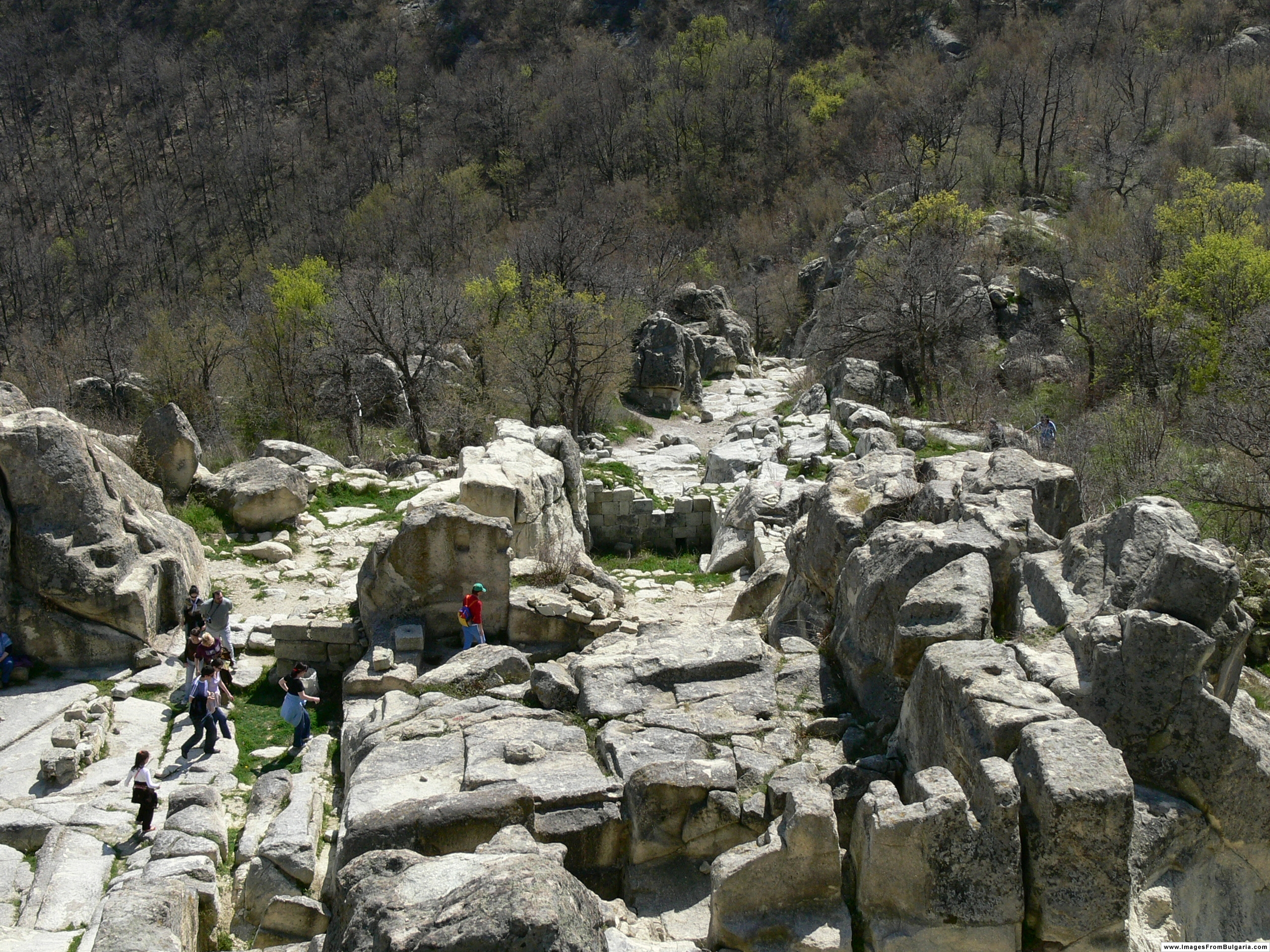
Ruinele fostului oraș
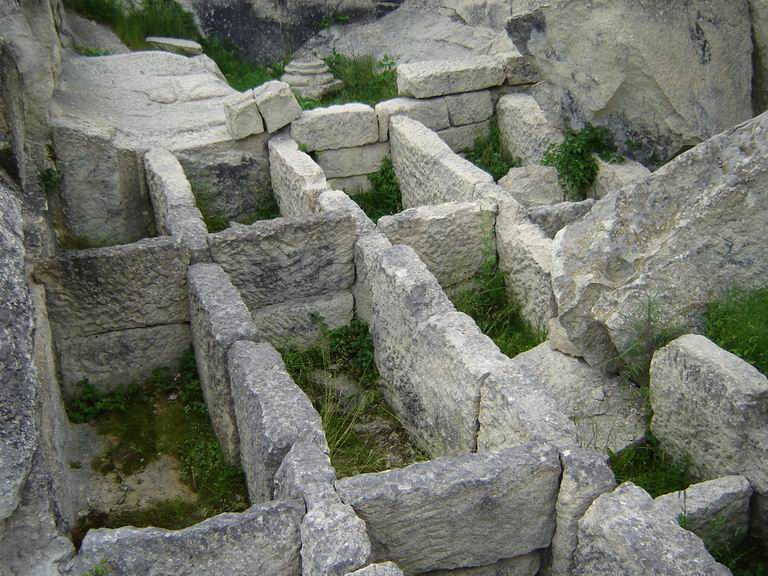
Mormintele conducătorilor orașului
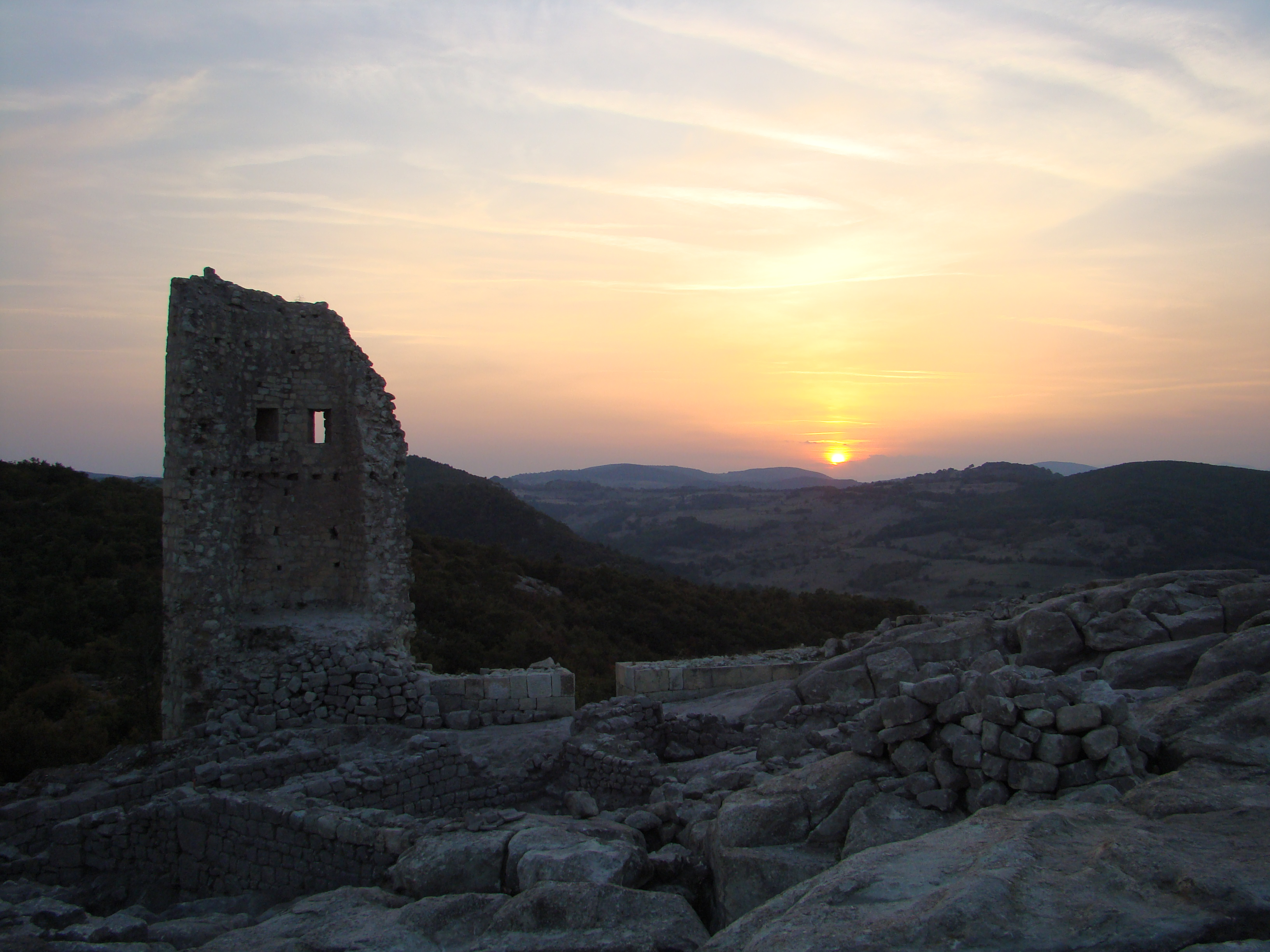
Alte structuri ale complexului arheologic
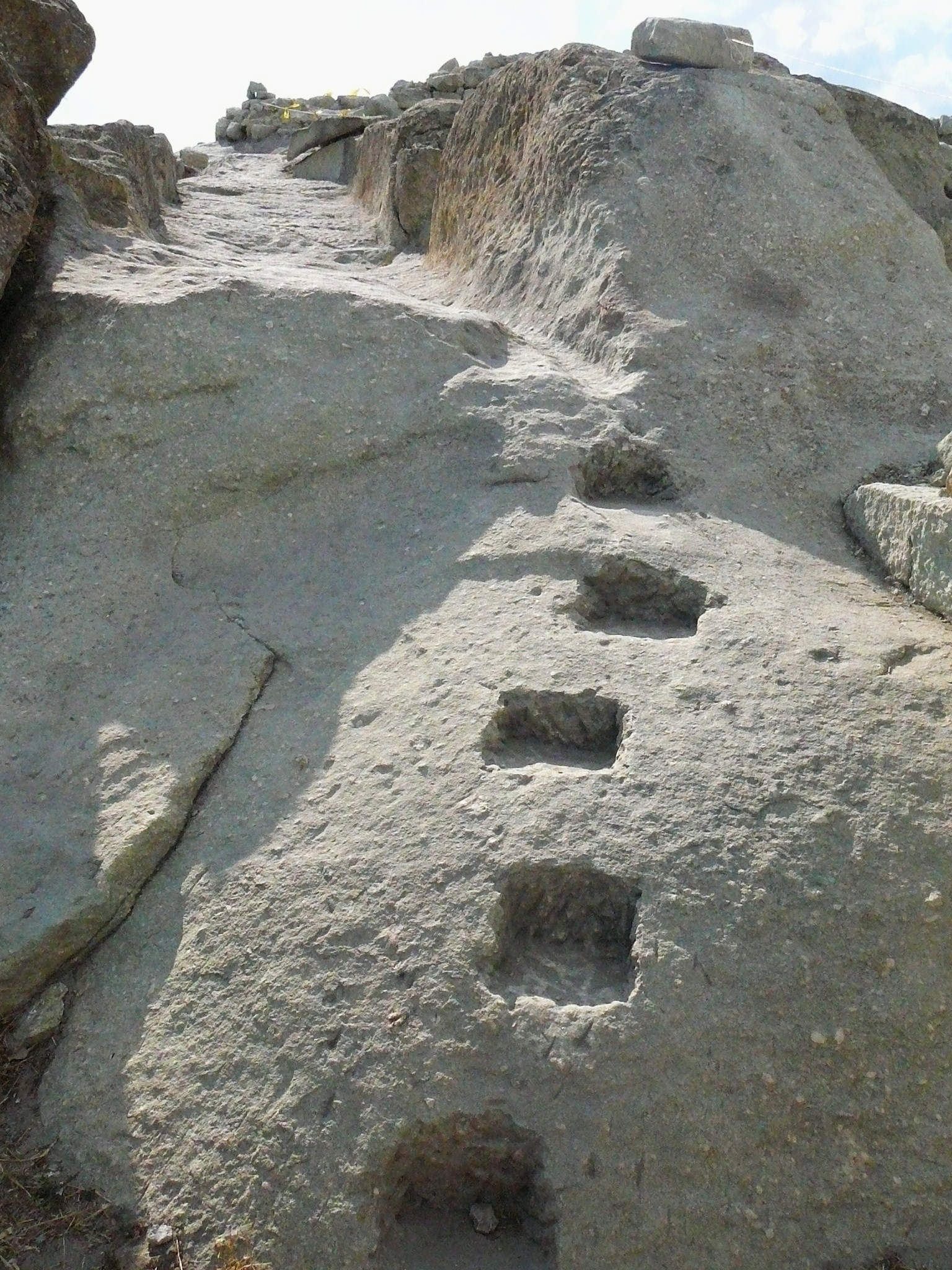
Vedere verticală
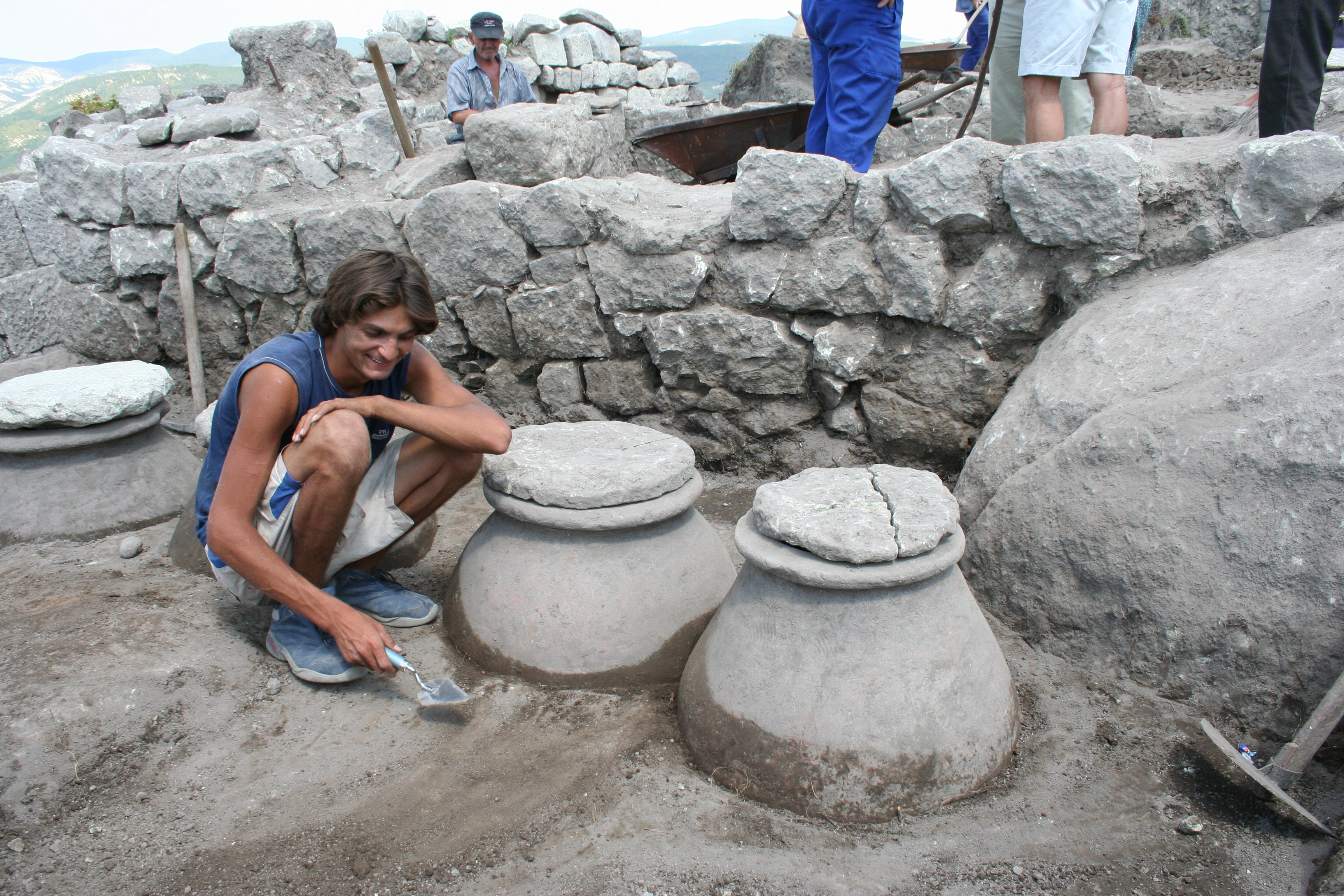
Turist așezat lângă vase de lut descoperite
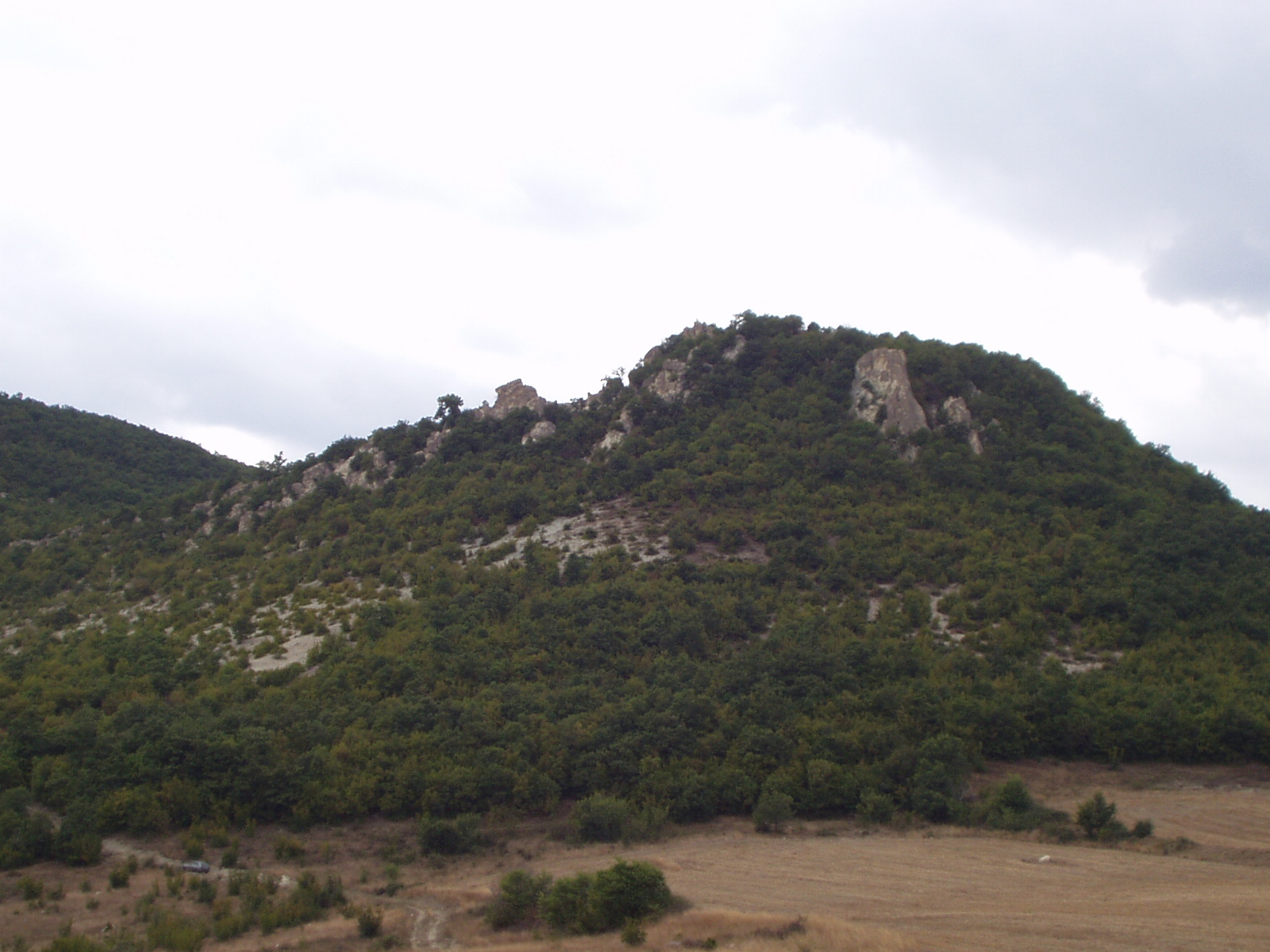
Colina pe care se află orașul (vedere din vale)
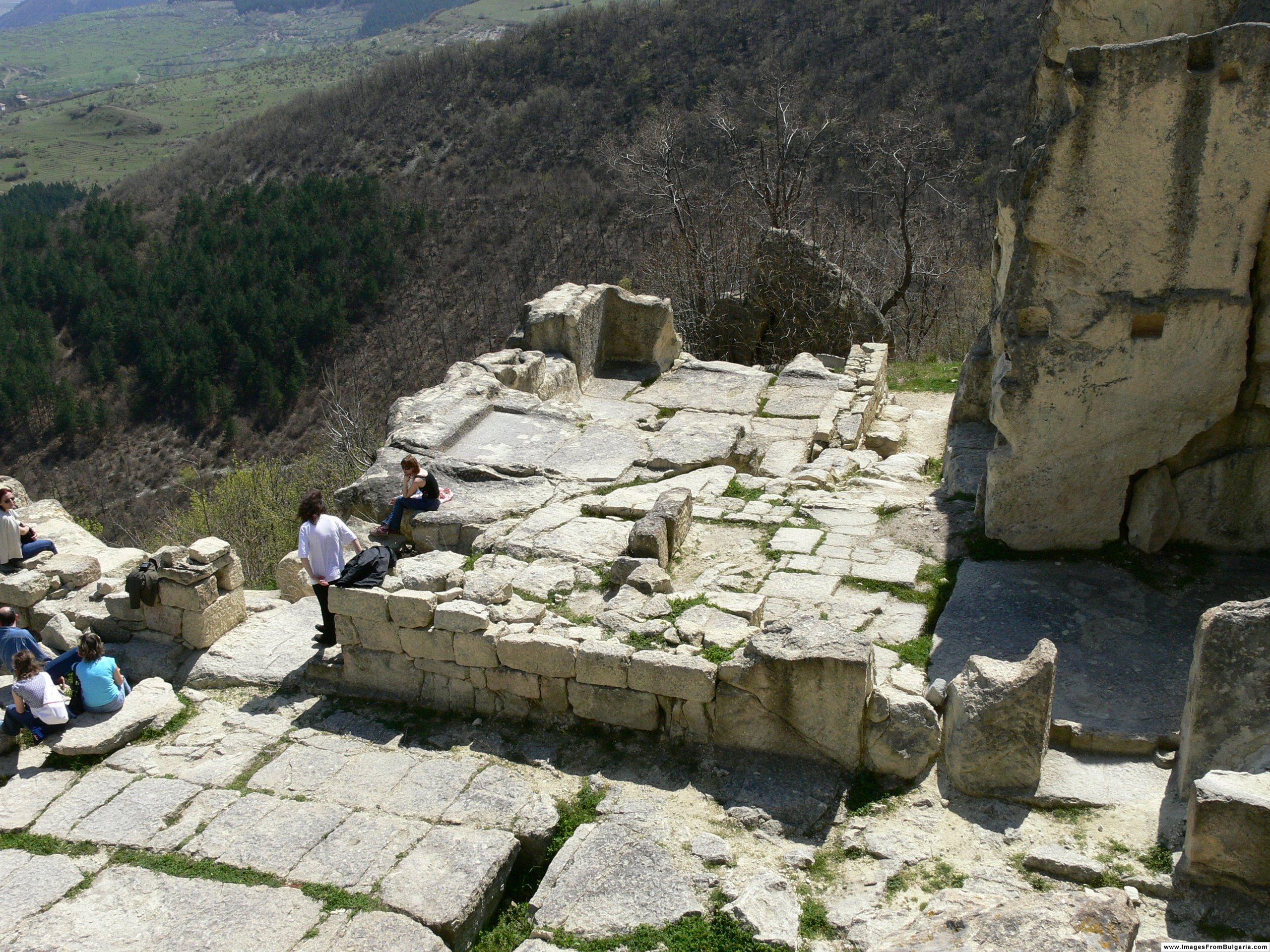
Ruinele fostului oraș